# Fagure simplectic
| {\displaystyle {\tilde {A}}_{2}}             | {\displaystyle {\tilde {A}}_{3}}                                          |
| Pavare triunghiulară                         | Fagure tetraedric-octaedric                                               |
| -------------------------------------------- | ------------------------------------------------------------------------- |
|                                              |                                                                           |
| Cu triunghiuri echilaterale roșii și galbene | Cu tetraedre turcoaz și galbene și tetraedre rectificate (octaedre) roșii |
|                                              |                                                                           |

În geometrie un fagure simplectic (sau fagure n-simplex) este o serie infinit dimensională de faguri, bazați pe simetria afină {\displaystyle {\tilde {A}}_{n}} a grupului Coxeter. Are simbolul Schläfli {3[n+1]} și este reprezentat printr-o diagramă Coxeter–Dynkin ca un graf ciclic cu n+1 noduri cu un nod inelat. Este format din fațete n-simplexuri, împreună cu toate n-simplexurile rectificate. Poate fi considerat ca un fagure hipercubic n-dimensional care a fost subdivizat de-a lungul tuturor hiperplanelor {\displaystyle x+y+...\in \mathbb {Z} }, apoi întins de-a lungul diagonalei sale principale până când simplexurile de la capetele hipercuburilor devin regulate. Figura vârfului unui fagure n-simplex este un n-simplex expandat.
În spațiul bidimensional fagurele simplectic este pavarea triunghiulară, cu diagrama Coxeter  umplând planul cu triunghiuri colorate alternativ. În spațiul tridimensional fagurele simplectic este fagurele tetraedric-octaedric, cu diagrama Coxeter  umplând spațiul cu celule alternativ tetraedrice și octaedrice. În spațiul cvadridimensional este fagurele 5-celule, cu diagrama Coxeter , cu fațetele formate din 5-celule și 5-celule rectificat. În 5 dimensiuni este fagurele 5-simplex, cu diagrama Coxeter , umplând spațiul cu 5-simplexuri, 5-simplexuri rectificate și 5-simplexuri birectificate. În 6 dimensiuni este fagurele 6-simplex, cu diagrama Coxeter , umplând spațiul cu 6-simplexuri, 6-simplexuri rectificate și fațete 6-simplexuri birectificate.

## După dimensiune
| n | {\displaystyle {\tilde {A}}_{2+}} | Teselare                                           | Figura vârfului                        | Fațete pe figura vârfului                                          | Vârfuri pe figura vârfului | Figura laturii               |
| - | --------------------------------- | -------------------------------------------------- | -------------------------------------- | ------------------------------------------------------------------ | -------------------------- | ---------------------------- |
| 1 | {\displaystyle {\tilde {A}}_{1}}  | · Apeirogon ·                                      |                                        | 1                                                                  | 2                          | -                            |
| 2 | {\displaystyle {\tilde {A}}_{2}}  | · Pavare triunghiulară · fagure 2-simplex ·        | · Hexagon · (Triunghi trunchiat) ·     | 3+3 triunghiuri                                                    | 6                          | Segment ·                    |
| 3 | {\displaystyle {\tilde {A}}_{3}}  | · Fagure tetraedric-octaedric · fagure 3-simplex · | · Cuboctaedru · (Tetraedru cantelat) · | 4+4 tetraedre 6 tetraedre rectificate                              | 12                         | · Dreptunghi ·               |
| 4 | {\displaystyle {\tilde {A}}_{4}}  | Fagure 4-simplex ·                                 | · 5-celule runcinat ·                  | 5+5 5-celule 10+10 5-celule rectificat                             | 20                         | · Antiprismă triunghiulară · |
| 5 | {\displaystyle {\tilde {A}}_{5}}  | Fagure 5-simplex ·                                 | · 5-simplex stericat ·                 | 6+6 5-simplex 15+15 5-simplex rectificat 20 5-simplex birectificat | 30                         | · Antiprismă tetraedrică ·   |
| 6 | {\displaystyle {\tilde {A}}_{6}}  | Fagure 6-simplex ·                                 | ...                                    | ...                                                                | ...                        | ...                          |

## Proiecție prin „plieri”
Fagurii (2n−1)-simplex și fagurii 2n-simplex pot fi proiectați în fagurele hipercubic n-dimensional printr-o operație de pliere geometrică care aplică două perechi de oglinzi una pe cealaltă, având în comun același aranjament al vârfurilor:
| {\displaystyle {\tilde {A}}_{2}} |  | {\displaystyle {\tilde {A}}_{4}} |  | {\displaystyle {\tilde {A}}_{6}} |  | {\displaystyle {\tilde {A}}_{8}} |  | {\displaystyle {\tilde {A}}_{10}} |  | ... |
| {\displaystyle {\tilde {A}}_{3}} |  | {\displaystyle {\tilde {A}}_{3}} |  | {\displaystyle {\tilde {A}}_{5}} |  | {\displaystyle {\tilde {A}}_{7}} |  | {\displaystyle {\tilde {A}}_{9}}  |  | ... |
| {\displaystyle {\tilde {C}}_{1}} |  | {\displaystyle {\tilde {C}}_{2}} |  | {\displaystyle {\tilde {C}}_{3}} |  | {\displaystyle {\tilde {C}}_{4}} |  | {\displaystyle {\tilde {C}}_{5}}  |  | ... |